# Premantura

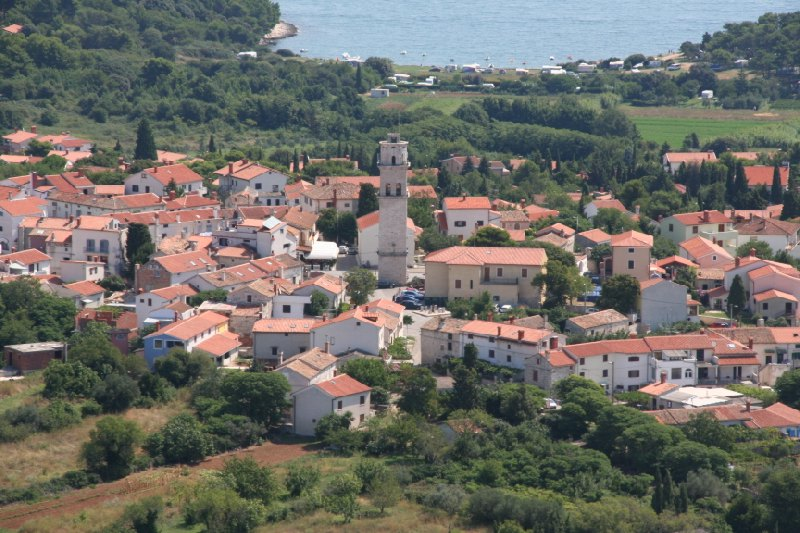
Luftbild von Premantura

Premantura (deutsch veraltet Prumentor) ist der südlichste Ort Istriens. Er liegt in der Nähe des Naturschutzgebiets Kap Kamenjak und wurde schon zur Bronzezeit besiedelt.

## Feste
Das wichtigste Fest Lovrečevo, zu Ehren des Heiligen Lorenz, des Schutzpatrons von Premantura, wird am 10. August jeden Jahres gefeiert. Eine weitere Attraktion ist das Krebsfest am 1. Mai.

## Söhne und Töchter des Ortes
- Anton Bogetić (1922–2017), römisch-katholischer Geistlicher, Bischof von Poreč-Pula